# Hr.Ms. O 12 (1931)
De Hr.Ms. O 12 was een Nederlandse onderzeeboot van de O 12-klasse. De O 12 werd gebouwd door scheepswerf de Koninklijke Maatschappij de Schelde uit Vlissingen. Toen de Tweede Wereldoorlog uitbrak lag de O 12 in groot onderhoud waardoor het niet kon uitwijken naar het Verenigd Koninkrijk. Daarop viel de onderzeeboot in Duitse handen die de boot als UD-2 in dienst namen. In 1944 werd de boot door de Duitse strijdkrachten uit dienst genomen, om in mei 1945 te worden afgezonken in de haven van Kiel. Na de Tweede Wereldoorlog werd hij gelicht en gesloopt.

## De O 12 voor de Tweede Wereldoorlog
In 1935 maakte de O 12 samen met de O 13, O 15, Hertog Hendrik, Van Ghent, Kortenaer en Z 5 een tocht waar de onderzeebotenn de havens van het Zweedse Göteborg en het Noorse Oslo aandeden. Twee jaar later in 1937 reisde de O 12 samen met de zusterboot de O 14 naar Suriname en Curaçao.

## O 12 tijdens de Tweede Wereldoorlog
Tijdens de Duitse aanval op Nederland in 1940 bevond de O 12 zich, voor vierjaarlijks onderhoud door de Rijkswerf, in Den Helder. Omdat de O 12 de oversteek naar het Verenigd Koninkrijk niet kon maken werd het schip door het personeel van de werf onklaar gemaakt en tot zinken gebracht.

### De O 12 als U-D2
De Duitse bezetter liet de O 12 lichten en daarna repareren bij de scheepswerf van Wilton-Fijenoord uit Schiedam. Op 30 januari 1943 werd de O 12 als U-D2 in dienst genomen bij de Buitenlandse U-boten van de Kriegsmarine. De U-D2 werd gestationeerd in Bergen waar het schip verbonden was aan de U-Abwehrschule als opleidingsschip. Op 6 juli 1944 werd de U-D2 alweer uit Duitse dienst genomen en werd het schip naar Kiel overgeplaatst. Vlak voor het eind van de Tweede Wereldoorlog werd de U-D2 door de Kriegsmarine onklaar gemaakt en tot zinken gebracht in de haven van Kiel.